# Singel i stan (TV-serie)
Singel i stan (Caroline in the City) var en amerikansk komediserie från 1995–1999. I rollerna finns bland andra Lea Thompson, Malcolm Gets, Amy Pietz, Eric Lutes och Andy Lauer. 

## Synopsis
Serien handlar om Caroline (Lea Thompson) som är en framgångsrik serietecknare i New York med sitt alter-ego som huvudperson i sina teckningar och serier.

## Crossover
Lea Thompson gjorde ett gästframträdande i Vänner strax efter serien hade börjat och Matthew Perry dök i sin tur upp i Singel i stan som sin rollkaraktär från Vänner, Chandler Bing.